# 1993 în științifico-fantastic
- 1992 în științifico-fantastic — 1993 în științifico-fantastic — 1994 în științifico-fantastic

1993 în științifico-fantastic a implicat o serie de evenimente:

## Nașteri și decese

### Decese
- Kōbō Abe (n. 1924)
- Anthony Burgess (n. 1917)
- Avram Davidson (n. 1923)
- Lester del Rey (n. 1915)
- Kurt Karl Doberer (n. 1904)
- Arnold Federbush (n. 1935)
- William Golding (n. 1911)
- Berndt Guben (n. 1923)
- Fletcher Knebel (n. 1911)
- Kurt Mahr / Cecil O. Mailer (Pseudonimele lui Klaus Mahn) (n. 1934)
- Gunter Martell (Pseudonimul lui Kurt Becker; n. 1931)
- Niels E. Nielsen (n. 1924)
- Chad Oliver (n. 1928)
- Ernst Vasovec (n. 1917)
- Hugh Walters (n. 1910)
- Robert Westall (n. 1929)

## Cărți

### Romane
- Galaxia termitelor de Constantin Cubleșan

## Filme
| Titlu                          | Regizor              | Distribuție                                                            | Țara                                   | Sub-Gen /Note |
| ------------------------------ | -------------------- | ---------------------------------------------------------------------- | -------------------------------------- | ------------- |
| Acción mutante                 | Álex de la Iglesia   | Antonio Resines, Frederique Feder, Alex Angulo                         | Spania                                 |               |
| Alien Intruder                 | Ricardo Jacques Gale | Billy Dee Williams, Melinda Armstrong, Maxwell Caulfield               | Statele Unite ale Americii             |               |
| American Cyborg: Steel Warrior | Boaz Davidson        | Joe Lara, Nicole Hansen, Yosef Shiloah                                 | Statele Unite ale Americii             | [ 2 ]         |
| Arcade                         | Albert Pyun          | Megan Ward, Peter Billingsley, John de Lancie                          | Statele Unite ale Americii             |               |
| Body Snatchers                 | Abel Ferrara         | Gabrielle Anwar, Terry Kinney, Billy Wirth                             | Statele Unite ale Americii             |               |
| Carnosaur                      | Adam Simon           | Diane Ladd, Raphael Sbarge, Jennifer Runyon                            | Statele Unite ale Americii             |               |
| Coneheads                      | Steve Barron         | Dan Aykroyd, Jane Curtin, Michelle Burke, Michael McKean               | Statele Unite ale Americii             |               |
| Cyborg Cop                     | Sam Firstenberg      | David Bradley, John Rhys-Davies, Alonna Shaw                           | Statele Unite ale Americii             |               |
| Demolition Man                 | Marco Brambilla      | Sylvester Stallone, Wesley Snipes, Sandra Bullock, Nigel Hawthorne     | Statele Unite ale Americii             |               |
| Fire in the Sky                | Robert Lieberman     | D. B. Sweeney, Robert Patrick, Craig Sheffer, Peter Berg, James Garner | Statele Unite ale Americii             |               |
| Fortress                       | Stuart Gordon        | Christopher Lambert, Loryn Locklin, Kurtwood Smith                     | Australia · Statele Unite ale Americii |               |
| Ghost in the Machine           | Rachel Talalay       | Karen Allen, Chris Mulkey, Ted Marcoux                                 | Statele Unite ale Americii             |               |
| Godzilla vs. Mechagodzilla II  | Takao Okawara        |                                                                        | Japonia                                |               |
| Jurassic Park                  | Steven Spielberg     | Sam Neill, Laura Dern, Jeff Goldblum                                   | Statele Unite ale Americii             | [ 3 ]         |
| Knights                        | Albert Pyun          | Kris Kristofferson, Lance Henriksen, Kathy Long                        | Statele Unite ale Americii             | [ 4 ]         |
| Mandroid                       | Joakim Ersgard       | Curt Lowens, Brian Cousins, Jane Caldwell, Michael Della Femina        | Statele Unite ale Americii             | [ 5 ] [ 6 ]   |
| The Meteor Man                 | Robert Townsend      | Robert Townsend, Marla Gibbs, Eddie Griffin                            | Statele Unite ale Americii             |               |
| Nemesis                        | Albert Pyun          | Olivier Gruner, Tim Thomerson, Cary-Hiroyuki Tagawa                    | Statele Unite ale Americii             |               |
| Patlabor: The Movie 2          | Mamoru Oshii         |                                                                        | Japonia                                | Anime         |
| Philadelphia Experiment II     | Stephen Cornwell     | Brad Johnson, Gerrit Graham, Marjean Holden                            | Statele Unite ale Americii             |               |
| RoboCop 3                      | Fred Dekker          | Robert John Burke, Nancy Allen, Rip Torn, Mako Iwamatsu                | Statele Unite ale Americii             |               |
| Robot Wars                     | Albert Band          | Don Michael Paul, Barbara Crampton, James Staley, Lisa Rinna           | Statele Unite ale Americii             | [ 7 ]         |
|                                |                      |                                                                        |                                        |               |

## Premii

### Premiul Hugo
Premiile Hugo decernate la Worldcon pentru cele mai bune lucrări apărute în anul precedent:
- Premiul Hugo pentru cel mai bun roman: Foc în adânc de Vernor Vinge și Cartea Judecății de Apoi de Connie Willis (1993)
- Premiul Hugo pentru cea mai bună povestire:
- Premiul Hugo pentru cea mai bună prezentare dramatică:
- Premiul Hugo pentru cea mai bună revistă profesionistă:
- Premiul Hugo pentru cel mai bun fanzin:

### Premiul Nebula
Premiile Nebula acordate de Science Fiction and Fantasy Writers of America pentru cele mai bune lucrări apărute în anul precedent:
- Premiul Nebula pentru cel mai bun roman: Marte roșu de Kim Stanley Robinson
- Premiul Nebula pentru cea mai bună nuvelă:
- Premiul Nebula pentru cea mai bună povestire:

### Premiul Saturn
Premiile Saturn sunt acordate de Academy of Science Fiction, Fantasy and Horror Films:
- Premiul Saturn pentru cel mai bun film științifico-fantastic: Jurassic Park, regizat de Steven Spielberg